# Bacharach-Methode
Die Bacharach-Methode (auch Bacharach-Test genannt) ist eine manuelle Methode zur halbquantitativen Bestimmung der Rußemissionen von Feuerungsanlagen. Ein standardisiertes Verfahren dieser Methode wird zur Bestimmung der Rußzahl an Kleinfeuerungsanlagen eingesetzt.

## Hintergrund
Die nach einem amerikanischen Messgeräte-Hersteller benannte Methode wurde Mitte der 1960er-Jahre Standard zur Bestimmung der Rußzahl bei ölgefeuerten Heizungsanlagen. Dabei wird durch einen weißen Papierfilter ein definiertes Abgasvolumen gesaugt und somit eine Schwärzung erzeugt. Die Rußzahl wird durch einen Farbabgleich mit einer entsprechenden Skala, die zehn Felder mit abgestuftem Schwärzungsgrad enthält, ermittelt. Alternativ kann die Auswertung des Filters auch photometrisch erfolgen. Auf diese Weise können Rußzahlen in Zehntelschritten ermittelt werden.
Das in der Norm DIN 51402-1 Prüfung der Abgase von Ölfeuerungen; Visuelle und photometrische Bestimmung der Rußzahl beschriebene Verfahren zur Bestimmung der Rußzahl basiert auf der Bacharach-Methode.